# Кароль. Человек, ставший Папой Римским
«Ка́роль. Челове́к, ста́вший Па́пой Ри́мским» (англ. Karol: A Man Who Became Pope, пол. Karol. Człowiek, który został Papieżem, итал. Karol, un uomo diventato Papa) — многосерийный телевизионный фильм, вышедший в 2005 году. Фильм представляет собой биографию Кароля Войтылы, позже известного как папа римский Иоанн Павел II. Повествование начинается в 1939 году, когда юноше ещё только 19 лет, и оканчивается в момент, когда Кароля Войтылу избирают главой Римско-католической церкви на конклаве в октябре 1978 года.
Снят Джакомо Баттиато по сценарию Джакомо Баттиато и Джанфранко Свидеркоски, написанному по книге Джанфранко Свидеркоски «История Кароля: неизвестная жизнь Иоанна Павла II». Это совместный польско-итальянско-французско-немецко-канадский проект. Компании-производители: Taodue Film S.r.l. (Италия) и RTI (Италия) в сотрудничестве с Capri Film (Канада).
Предполагалось, что премьера многосерийного фильма состоится в начале апреля 2005 года в Ватикане. Но она была отложена в связи со смертью Иоанна Павла II и прошла только 14 апреля 2005 года. Первый телевизионный показ фильма начался на итальянском телеканале Canale 5 18 апреля 2005 года. Хотя изначально фильм предназначался для телевизионных показов, был также выпущен релиз для кинотеатров, что позволило фильму быть показанным в Польше.
Огромный успех картины послужил созданию следующего фильма «Кароль. Папа римский, оставшийся человеком» (англ. Karol: The Pope, The Man, итал. Karol, un Papa rimasto uomo, пол. Karol. Papież, który pozostał człowiekiem). Этот фильм изображает жизнь Кароля Войтылы в период, когда он был Папой Римским.

## Сюжет (официальный релиз)
(По пресс-релизу 2005 года телекомпаний RTI и Taodue Film)

### Часть первая
1939 год. Каролю Войтыле почти двадцать лет, и он посещает Университет в Кракове, городе, куда его перевёз отец из родного городка Вадовице. Когда Кароль был подростком, он потерял мать и старшего брата.
В сентябре того же года Гитлер захватывает Польшу.
Кароль и его отец, как многие поляки в тот момент, направляются на восток, в ещё свободную часть страны, с намерением вступить добровольцами в реорганизующуюся польскую армию, чтобы ответить на нацистское вторжение. Печальный, усеянный смертью исход беженцев сопровождается первыми новостями о преследованиях, начатых против евреев.
Кароль беспокоится о судьбе своих еврейских друзей, а также о судьбе Хани, его самой близкой подруги, подруги по учёбе, которая разделяет с ним страсть к театру. Ханя оставила Краков и уехала в родной Вадовице, чтобы быть ближе к своим еврейским подругам, которые остались одни после того, как мужчины ушли на военную службу.
Кароль во время долгого путешествия видит страдание и зло, которое люди способны причинить себе подобным.
Выжившие беженцы прибывают к реке Сан, за которой они надеются найти неоккупированную родную землю и армию. Вместо этого беженцы узнают, что Красная Армия после соглашения Гитлера-Сталина атаковала и захватила часть Польши, которая ещё оставалась свободной.
Каролю и его отцу, страдающему и больному, остаётся только возвратиться в занятый немцами Краков.
В замке Вавель в Кракове вступил в должность генерал-губернатор Польши Ганс Франк, неуравновешенный психопат и нацист.
Кароль присутствует при жестокой антиславянской речи Франка, который заставляет всех преподавателей собраться в Краковском университете, чтобы запретить им преподавать и арестовать. Он преследует цели не только разрушения Польши, но также уничтожения корней польского народа, его культуры и языка.
Кароль связан самой крепкой дружбой со священником отцом Томашем, который борется за спасение евреев и преследуемых, являясь примером большого человеческого духа и преданности.
Кароль видит собственными глазами трагедию краковского гетто и получает от Хани доказательство трагедии, свидетельницей которой она стала в Вадовице: преследование евреев и высылка их из города в Освенцим.
Кароль изумлён тем, как отец Томаш относится к исповеди немецкого офицера. Он спрашивает у Томаша, как можно давать отпущение грехов тому, кто попирает все человеческие права. Кароль на собственном опыте почувствует плоды духовной работы друга: немецкий чиновник капитан Мак, который исповедуется у отца Томаша, спасает Кароля, когда того сбивает с велосипеда военный грузовик и юноша остаётся практически при смерти посреди дороги.
Когда перед Маком встанет невыносимая для него дилемма, он предпочтёт расстрел дальнейшей службе Гитлеру.
Между тем Кароль, чтобы спастись от депортации, грозящей славянской молодёжи, находит работу в карьере, где знакомится с Новаком, рабочим-социалистом. Между двумя мужчинами неожиданно рождается дружба.
После работы Кароль вместе с Ханей участвуют в тайном театре, который пытается сохранить польские язык и культуру.
По прошествии месяцев многие товарищи и друзья Кароля погибают, сражаясь в сопротивлении.
Отец Томаш, действующий против нацизма и рискнувший противостоять и бросить вызов безумству Франка, убит.
Кароль всё более одинок. Когда умирает его отец, из близких остаётся только Ханя, подруга навсегда.
Во время бегства, чтобы избежать застенков СС, Кароль случайно знакомится с Яном Тирановским, портным по профессии и мистиком, который понимает юношу и обсуждает с ним состояние его духа, и в дальнейшем это поможет Каролю найти своё призвание.
Кароль скажет, что его решение стать священником созрело под действием боли, ужасных сцен тех лет, гибели многих людей его поколения, а также книги, которую дал ему портной, — «Тёмная ночь души» Иоанна Креста.
Таким образом, цель его священства и жизни — посвятить себя другим, защищать достоинство каждого человека, кем бы и где бы он ни был.
Влюблённая в него Ханя противится решению Кароля и страдает из-за этого. Но выбор сделан, и судьба молодого человека предрешена.
Советская армия освобождает Краков, нацисты бегут.
1 ноября 1946 года Кароля производят в священники.
Тем временем советские власти для борьбы с сопротивлением создают Министерство общественной безопасности, главой одного из департаментов которого назначают Юлиана Кордека, умного и опасного человека, ненавидящего католическую церковь.

### Часть вторая
После ужасов Второй мировой войны прошло несколько лет и Каролю Войтыле слегка за тридцать.
Советское польское правительство навязывает населению сталинизм самыми жёсткими методами — ценой лишения свободы, произвола, насилия.
Кардинал Стефан Вышинский, примас Польши, не хочет признавать полное подчинение церкви коммунистической власти.
Вышинский арестован. Еженедельный журнал «Tygodnik Powszechny», одно из самых важных католических изданий и литературное убежище Войтылы, закрыт. Другие священники и католические активисты арестованы, некоторые из них приговорены к смерти. Кароля принимают преподавателем этики в университет Люблина, единственный католический университет, не закрытый режимом.
Кароль, пытаясь противостоять аресту священника костёла Святого Флориана, встречается с Юлианом Кордеком. Кордек станет одним из его главных противников. Кордек чувствует опасность, исходящую от «того священника, который не боится».
«Тот священник» становится наваждением Кордека. Кордек приставляет к Каролю своего человека, студента истории искусства Адама.
Адам становится другом Кароля и завязывает романтические отношения с Марией, студенткой курса этики.
Адам преследует Кароля как тень, устанавливает подслушивающие устройства, чтобы контролировать его жизнь, его речи, его исповеди.
Ханя выходит замуж за журналиста и ждёт сына. Но из-за воинственного духа мужа их жизнь стала адом: не дают работы, запугивают, угрожают смертью. Они решают тайно эмигрировать в Америку, как и тысячи их сограждан в те годы. Из писем Кароль продолжит узнавать их судьбу.
Кароль в штатском платье (священникам запрещено находиться с молодёжью вне богослужебных помещений) организует горные походы со студентами, где они могут свободно обсуждать всё — от политики до любви.
Мария всё больше влюбляется в Адама, который изображает любовь с единственной целью — остаться около «священника» и сообщать Юлиану Кордеку о его словах и действиях.
Между тем вследствие провала экономических планов правительства и недостатка свободы и продуктов питания вспыхивает восстание рабочих в Познани. Рабочий Новак, товарищ Кароля, — на переднем крае вместе с бастующими. Армия открывает огонь. Новак ранен, но не убит.
Под давлением народных протестов новое правительство освобождает Вышинского. Люди считают польского примаса героем, никогда не сходившим с баррикад. Кордек начинает такую же слежку за Вышинским, как и за Войтылой.
Власть, в отличие от Кордека, боится Вышинского, но не считает опасным Войтылу. Войтылу считают не политиком, а просто учёным с мистическими увлечениями и страстью к наставничеству и культуре, а, значит, безвредным. Таким образом, навязчивые подозрения Кордека кажутся бредом его начальству.
Кордек требует, чтобы Войтыла первым из польских епископов переступил порог партийного учреждения и епископ Войтыла неожиданно приходит в такое учреждение в Кракове, желая вернуть хотя бы часть здания, где ранее располагалась семинария.
Напрасно Кордек говорит об опасности Войтылы: власти разрешают возвести Кароля Войтылу в сан архиепископа Краковского.
Наконец Войтыла в Ватикане и на Втором Ватиканском соборе произносит сильную речь об обновлении Церкви. В Риме его неожиданно навещает старый друг, еврей Ежи, которого он считал мёртвым и который выжил в войну один из всей своей семьи. Встреча друзей заставляет их вновь пережить печальное прошлое…
Продолжается история любви Адама и Марии. Вернее, Мария любит Адама, в то время как он, неспособный любить, играет роль влюблённого, чтобы иметь возможность шпионить за Войтылой. Однако ему не удаётся помешать Войтыле поддержать работников города Нова Хута, «нового города для нового человека, человека, у которого нет больше нужды в Боге».
В рождественскую ночь Войтыла собирается отпраздновать установку гигантского креста, сделанного рабочими города. Кордек посылает армию и полицию, чтобы разогнать толпу, он готов отдать приказ стрелять по людям. Но попытка оканчивается неудачей. Солдаты отказываются открывать огонь.
В конце концов Адама тронула сила Кароля, его энергия, с которой он говорит о правде и мире, тронула его и любовь Марии, которая не ставила ему никаких условий. Он сознаётся Каролю в том, что шпионил за ним. Кароль не только прощает его, но и заключает в дружеские объятия, ценя мужество, с которым тот признался и готов измениться. Адам женится на Марии; он не станет верующим человеком, но будет бороться за правду и справедливость в университетской среде.
1978 год. Лишь через 33 дня после своего избрания Папой Римским умирает Иоанн Павел I. Кароль едет из Кракова на папский конклав; у него с собой один маленький чемодан. Он намерен вернуться через несколько дней, у него много обязательств и отсроченных дел…

## В ролях
| Роль                                                                                                 | Актёр                                            | Страна   | Дублёр            |
| --- | ------------------------------------------------ | -------- | ----------------- |
| Кароль Войтыла                                                                                       | Пётр Адамчик                                     | Польша   | Владимир Вихров   |
| Ханна Тушинская / Ханя                                                                               | Малгожата Бела                                   | Польша   |                   |
| Томаш Залеский                                                                                       | Рауль Бова                                       | Италия   | Валерий Сторожик  |
| Стефан Вышинский                                                                                     | Лех Мацкевич                                     |          |                   |
| отец Кароля                                                                                          | Ольгерд Лукашевич                                | Польша   | Алексей Сафонов   |
| Мария Поморская                                                                                      | Виоланте Плачидо                                 | Италия   |                   |
| Ганс Франк                                                                                           | Мэтт Крэйвен                                     | Канада   | Владимир Зайцев   |
| Юлиан Кордек                                                                                         | Христо Шопов                                     | Болгария |                   |
| капитан Макке                                                                                        | Шимон Бобровский                                 | Польша   | -                 |
| Мацей Новак                                                                                          | Эннио Фантастичини                               | Италия   |                   |
| Янина Куронь                                                                                         | Сильвия Глива (Sylwia Gliwa)                     |          |                   |
| Адам Зелиньский                                                                                      | Кен Дюкен                                        | Германия | Михаил Тихонов    |
| капитан Луковский                                                                                    | Бартек Каспшиковский (Bartek Kasprzykowski)      | Польша   |                   |
| врач в США                                                                                           | Пётр Пилитовский (Piotr Pilitowski)              | Польша   |                   |
| кардинал Феличи                                                                                      | Славомир Рокита (Sławomir Rokita)                | Польша   |                   |
| ксёндз Станислав                                                                                     | Анджей Дескур (Andrzej Deskur)                   | Польша   |                   |
| Зенон Клишко                                                                                         | Януш Шидловский (Janusz Szydłowski)              | Польша   |                   |
| Витольд Брожек                                                                                       | Кацпер Кушевский (Kacper Kuszewski)              | Польша   |                   |
| Ежи Турович                                                                                          | Роман Ганцарчик (Roman Gancarczyk)               | Польша   |                   |
| Павел Ковальский                                                                                     | Радослав Пазура (Radosław Pazura)                | Польша   |                   |
| сестра Максценция                                                                                    | Беата Фидо (Beata Fido)                          | Польша   |                   |
| Стефан Бойко                                                                                         | Марцин Стец Marcin Stec                          | Польша   |                   |
| профессор Каминьский                                                                                 | Маций Лусня (Maciej Luśnia)                      | Польша   |                   |
| Милан Хрыц                                                                                           | Матеуш Яницкий (Mateusz Janicki)                 | Польша   |                   |
| Андрей Менцель                                                                                       | Кшиштоф Пёнтковский (Krzysztof Piątkowski)       | Польша   |                   |
| Юрий Нога                                                                                            | Артур Гоц (Artur Gotz)                           |          |                   |
| Ежи Клюгер                                                                                           | Адриан Охалик (Adrian Ochalik)                   |          |                   |
| Розалия Клюгер                                                                                       | Кайя Биен (Kaja Bien)                            |          |                   |
| Теся Клюгер                                                                                          | Анна Цеслак (Anna Cieslak)                       | Польша   |                   |
| Людвик                                                                                               | Якуб Богосевич (Jakub Bohosiewicz)               | Польша   |                   |
| солдат                                                                                               | Хуберт Броницкий (Hubert Bronicki)               | Польша   |                   |
| Юзек                                                                                                 | Самбор Чарнота (Sambor Czarnota)                 | Польша   |                   |
| Элиза                                                                                                | Габриела Фрыч (Gabriela Frycz)                   | Польша   |                   |
| сотрудник госбезопасности                                                                            | Мариуш Якус (Mariusz Jakus)                      | Польша   |                   |
| (Tajniak)                                                                                            | Марцин Ломницкий (Marcin Łomnicki)               | Польша   |                   |
| сотрудник госбезопасности                                                                            | Яцек Ленартович (Jacek Lenartowicz)              | Польша   |                   |
| чиновник                                                                                             | Венанты Носул (Wenanty Nosul)                    |          |                   |
| чиновник                                                                                             | Богдан Калус (Bogdan Kalus)                      |          |                   |
| Марцин Мицкевич                                                                                      | Адам Грачик (Adam Graczyk)                       | Польша   |                   |
| ассистент                                                                                            | Матеуш Пшилецкий (Mateusz Przyłęcki)             | Польша   |                   |
| Пётр                                                                                                 | Ян Романовский (Jan Romanowski)                  | Польша   |                   |
| Магда                                                                                                | Анна Радван (Anna Radwan)                        | Польша   |                   |
| Мечислав Котлярчик                                                                                   | (Michal Aniol)                                   |          |                   |
| Юзефа                                                                                                | Барбара Бабилинска (Barbara Babilinska)          | Польша   |                   |
| (Nun)                                                                                                | Майя Барелковска (Maja Barelkowska)              | Польша   |                   |
| Вислава                                                                                              | Патриция Солиман (Patrycja Soliman)              |          |                   |
| солдат                                                                                               | Оскар Хамерский (Oskar Hamerski)                 |          |                   |
| епископ                                                                                              | Эдуард Линде-Любашенко (Edward Linde-Lubaszenko) |          |                   |
| Ярко Сисил                                                                                           | Славомир Запала (Sławomir Zapała)                | Польша   |                   |
| Вацлав Колар                                                                                         | Кшиштоф Приступа (Krzysztof Prystupa)            | Польша   |                   |
| Бригитте Франк                                                                                       | Гражина Шаполовская                              | Польша   | Ольга Голованова  |
| Виктор Милош                                                                                         | Матеуш Даменцкий (Mateusz Damięcki)              | Польша   |                   |
| профессор Войцик                                                                                     | Кеннет Уэлш (Kenneth Welsh)                      | Канада   | Александр Новиков |
| — | Тони Берторелли (Toni Bertorelli)                | Италия   |                   |
| — | Конрад Бугай (Konrad Bugaj)                      | Польша   |                   |
| Русскоязычная версия: Компания - Режиссёр дубляжа: Александр Новиков Перевод: Тексты: Звукорежиссёр: |                                                  |          |                   |

## Съёмочная группа
- Авторы сценария: Джакомо Баттиато (Giacomo Battiato), Джанфранко Свидеркоски (Gianfranco Svidercoschi)
- Сотрудничество в сценарии: Кармело Пеннизи (Carmelo Pennisi)
- Режиссёр: Джакомо Баттиато (Giacomo Battiato)
- Ассистент режиссёра: Рой Бава (Roy Bava)
- Директор по кастингу: Анна Занева (Anna Zaneva)
- Оператор: Джанни Маммолотти (Gianni Mammolotti)
- Художник по костюмам: Малгожата Захарская (Malgorzata Zacharska)
- Монтаж: Алессандро Хеффлер (Alessandro Heffler)
- Редактор: Джино Вентрилья (Gino Ventriglia)
- Сценография: Януш Сосновски (Janusz Sosnowski)
- Композитор: Эннио Морриконе
- Исполнительный продюсер: Камилла Несбитт (Camilla Nesbitt)
- Продюсеры: Пьетро Вальсекки (Pietro Valsecchi)
- Благодарности за сотрудничество: кардинал Роберто Туччи (Cardinal Roberto Tucci) и монсеньор Павел Пташник (Monsignor Pawel Ptasznik)
- Режиссёр дубляжа: Александр Новиков

## Премьеры
- 14 апреля 2005 года — Ватикан (премьерный показ)
- 18 апреля 2005 года — Италия
- 15 мая 2005 года — Канада
- 17 июня 2005 года — Польша (кинотеатральная премьера)
- 15 августа 2005 года — США
- 16 сентября 2005 года — Польша (выход DVD)

## Фестивали и призы
- Фестиваль «Стожары» (2005 год, Украина). Фильм вне конкурсной программы. Показан под названием «Кароль: человек, который стал Папой»

## Интересные факты
- Премьерный показ фильма на итальянском телевидении начался 18 апреля 2005 года — в первый день работы папского конклава 2005 года.
- Иоанн Павел II знал, что идёт работа над фильмом о нём, и сказал исполнителю главной роли Петру Адамчику: «Вы с ума сошли, что делаете фильм обо мне. Что такого я когда-либо сделал?»